# Kisvejke
Kisvejke es un pueblo ubicado en el distrito de Bonyhád, en el condado de Tolna, Hungría.

## Superficie
Posee una superficie de 11,33 kilómetros cuadrados.

## Demografía
Hasta 2019 la población era de 363 habitantes, con una densidad de población de 32,04 habitantes por kilómetro cuadrado.